# Vitt brus (film)
För Don DeLillos roman se Vitt brus (roman).
Vitt brus är en absurd komedi-dramafilm från 2022 skriven och regisserad av Noah Baumbach. Filmen bygger på romanen med samma namn skriven av Don DeLillo 1985. Det är Baumbachs första regisserade film som inte är baserad på en egen originalberättelse. I filmen spelar Adam Driver, Greta Gerwig, Don Cheadle, Raffey Cassidy, Sam Nivola och May Nivola. Handlingen utspelar sig på 1980-talet och följer en akademikers och hans familjs liv när en luftföroreningsolycka inträffar nära deras hem.
Vitt brus hade världspremiär på Venedigs internationella filmfestival den 31 augusti 2022, och släpptes på utvalda biografer i USA den 25 november 2022, därefter streaming den 30 december 2022 på Netflix.

## Handling
Året är 1984, Jack Gladney, är professor i "Hitler"-studier" (ett begrepp och område som han myntade) vid College-on-the-Hill. Trots sin specialitet talar han ingen tyska och tar i hemlighet grundläggande lektioner för att förbereda sig för ett tal han ska hålla på en konferens. Jack är gift med Babette, hans fjärde fru. Tillsammans bildar de en blandad familj med fyra barn; Heinrich och Steffie från två av Jacks tidigare äktenskap, Denise från Babettes tidigare äktenskap och Wilder, deras gemensamma barn. Denise spionerar på Babette och hittar hennes hemliga receptförråd av Dylar, en mystisk drog som inte finns tillgängligt på recept. Jack upplever en dröm om en mystisk man som försöker döda honom, vilket anspelar på ett tidigare samtal med Babette om deras rädsla för döden. Jacks kollega, Murray Siskind, professor i amerikansk kultur, vill utveckla ett liknande nischområde, "Elvisstudier", och övertygar Jack att hjälpa honom. Båda tävlar kort med varandra när det uppstår konkurrens mellan deras banor.
Deras liv förändras när en katastrofal tågolycka skapar ett moln av kemiskt avfall över staden. Denna händelse som kallas för ett "Airborne Toxic Event" tvingar fram en massiv evakuering, vilket leder till en stor trafikstockning på motorvägen. Jack kör till en bensinstation för att tanka, där han oavsiktligt exponeras för molnet. Familjen och många andra tvingas i karantän på ett sommarläger. Murray förser Jack med en liten pistol för att skydda sig mot de farligare överlevnadsisterna i lägret. En dag uppstår kaos när familjer desperat försöker fly från lägret. Gladneys kan nästan ta sig fram, men slutar med att deras bil flyter i floden. Efter nio dagar kan familjen lämna lägret. Men eftersom Jack kortvarigt exponerades för det kemiska avfallet, förvärras hans rädsla för döden.
Senare har allt återgått till det normala utom Babette, som har blivit blek och avlägsen från Jack. Strax efteråt börjar Jack få hallucinationer av en mystisk man som följer honom runt. Denise delar sin oro angående Dylar och Jack konfronterar Babette. Hon erkänner att ha gått med i en mystisk klinisk prövning för ett läkemedel för att behandla dödsångest, och att hon accepterades in i studien i utbyte mot sex med "Mr. Gray". Jack är fascinerad av idén och ber Denise om att få ta del av medicinen Dylar, men hon avslöjar att hon gjort sig av med dessa. Medan han gräver i soporna hittar Jack en tidningsannons för Dylar, vilket får honom att hämta sin pistol och hämnas på Mr. Gray. Jack spårar honom på ett motell, där han upptäcker att Mr. Gray var mannen han såg i sina hallucinationer. Jack skjuter honom och lägger pistolen i hans hand för att få det att se ut som självmord. Babette dyker oväntat upp och ser en fortfarande levande Mr. Gray, som lyckas skjuta dem båda. Efter att Jack och Babette övertygat Mr. Gray att han är ansvarig för deras skador, tar de honom till ett närliggande sjukhus som drivs av tyska ateistiska nunnor. Där försonas paret också med varandra.
Dagen efter handlar Gladneys i en matvarubutik, där familjen deltar i ett dansnummer med alla andra kunder och anställda.

## Skillnader mot romanen
- Siskind var judisk i romanen, men är afroamerikan i filmen.
- Wilder är inte Gladneys barn i romanen.
- Gladney-barnen i filmen är ungefär fem år äldre än i romanen.
- Pistolen gavs till Gladney av hans svärfar i romanen.
- I romanen stjäl Gladney sin grannes bil för att resa till minkens motell. I filmen lånar han Murray Siskinds.
- Gladney upptäcker inte var Minks (Mr. Gray i filmen) befinner sig genom ett telefonsamtal som visas i filmen. I romanen kör Gladney planlöst på jakt tills han snubblar över minkens motell.
- Babette dök inte upp på hotellet i romanen.
- En utökad biljaktsscen skapades för filmens syften och förekommer inte i boken.